# Hérald
Die Société Hérald war ein französischer Automobilhersteller.

## Unternehmensgeschichte
Das Unternehmen aus Levallois-Perret begann 1901 unter Leitung von Pierre Onfray mit der Produktion von Automobilen. Der Markenname lautete Hérald. 1906 endete die Produktion.

## Fahrzeuge
1901 gab es ein Einzylindermodell, dessen Motor in Zusammenarbeit mit Onfray entstand, sowie das Modell 14 CV mit Zweizylindermotor. 1902 kamen die Zweizylindermodelle 9 CV und 12 CV dazu. 1903 erschienen die Vierzylindermodelle 16 CV und 20 CV. Ab 1905 bestand das Angebot aus dem Zweizylindermodell 10 CV, dem Vierzylindermodell 16 CV mit 3328 cm³ Hubraum und 18,5 PS sowie dem großen Vierzylindermodell 28 CV.